# Challenger de Nottingham 2024
El torneo Lexus Nottingham Challenger 2024 fue un torneo de tenis perteneció al ATP Challenger Tour 2024 en la categoría Challenger 75. Se trató de la 1ª edición; el torneo tuvo lugar en la ciudad de Nottingham (Reino Unido), desde el 5 hasta el 11 de febrero de 2024 sobre pista dura bajo techo.

## Jugadores participantes del cuadro de individuales
| Favorito | País                       | Jugador             | Rank1 | Posición en el torneo |
| -------- | -------------------------- | ------------------- | ----- | --------------------- |
| 1        | Bandera del Reino Unido    | Jan Choinski        | 157   | Primera ronda         |
| 2        | Bandera de Francia         | Antoine Escoffier   | 172   | Primera ronda         |
| 3        | Bandera de República Checa | Zdeněk Kolář        | 180   | Cuartos de final      |
| 4        | Bandera de Jordania        | Abdullah Shelbayh   | 181   | Cuartos de final      |
| 5        | Bandera de Suiza           | Alexander Ritschard | 183   | Segunda ronda         |
| 6        | Bandera del Reino Unido    | Ryan Peniston       | 186   | Primera ronda         |
| 7        | Bandera de Bélgica         | Joris De Loore      | 192   | Segunda ronda         |
| 8        | Bandera del Reino Unido    | Billy Harris        | 195   | Segunda ronda         |

- 1 Se ha tomado en cuenta el ranking del 29 de enero de 2024.

### Otros participantes
Los siguientes jugadores recibieron una invitación (wild card), por lo tanto ingresan directamente al cuadro principal (WC):
- Kyle Edmund
- Paul Jubb
- Henry Searle

Los siguientes jugadores ingresan al cuadro principal tras disputar el cuadro clasificatorio (Q):
- Rémy Bertola
- Charles Broom
- Alastair Gray
- Marvin Möller
- Filip Peliwo
- Hamish Stewart

## Campeones

### Individual Masculino
- Giovanni Mpetshi Perricard derrotó en la final a  Matteo Martineau por 7–6(2), 6–4

### Dobles Masculino
- Petr Nouza /  Patrik Rikl derrotaron en la final a  Antoine Escoffier /  Joshua Paris por 6–3, 7–6(3)